# AC Aceca
O AC Aceca é um coupé desportivo britânico construído pela empresa AC Cars de Thames Ditton, Inglaterra. Foi apresentado no Salão de Londres de 1954.
Recorrendo a John Tojeiro para a concepção e design, o Aceca tem por base o roadster AC Ace lançado no ano anterior.
Uma característica inédita deste modelo é o facto de ser um coupé Hatchback de 3 portas, tornando-o o segundo carro com esta configuração depois do Aston Martin DB2/4 de 1953.

## Historia
Após alguns anos dedicada ao fabrico do AC Cars 2-Litre, a fábrica britânica decide apostar numa gama de automóveis desportivos. Para isso recorre a John Tojeiro que desenvolve uma família de desportivos: o Ace, Aceca e o Greyhound.
Apesar das qualidades dinâmicas e do baixo peso, o velho bloco AC 6 cilindros OHC de 2 litros com 30 anos, agora com 101cv (75KW), não consegue utilizar todo o potencial do moderno chassis.
Em 1956, surge a nova motorização Bristol 6 cilindros em linha com 121cv (89 KW). Este bloco fornecido pela Bristol Cars era, de facto, o motor BMW 328 lançado em 1936 e adquirido pela Bristol em 1945.
Com o fim da produção do bloco Bristol, a AC recorre a um bloco Ford de 2,6 litros e 6 cilindros em linha, o mesmo que equipava o Ford Zephyr. O motor após algumas modificações, debitava 170 cv (127 KW).

## Especificações
Os diferentes blocos estavam disponíveis com diferentes taxas de compressão resultando motores com potências diversas.
| Motor       | Bloco                | Bloco                     | Alimentação          | Potência                   | Binário                        | Vel. Máx.          | 0–98 km/h (0–100 mph) |
| ----------- | -------------------- | ------------------------- | -------------------- | -------------------------- | ------------------------------ | ------------------ | --------------------- |
| AC 2.0      | 6 cilindros em linha | 1991 cc (122 cu in) OHC   | 3 carburadores SU    | 91 cv (67 kW) às 4500 rpm  | 149 Nm (109 lb-ft) às 4500 rpm | 164 km/h (102 mph) | 13,4s                 |
| AC 2.0      | 6 cilindros em linha | 1991 cc (122 cu in) OHC   | 3 carburadores SU    | 101 cv (75 kW) às 5000 rpm | 163 Nm (120 lb-ft) às 5000 rpm | 169 km/h (105 mph) |                       |
| Bristol 2.0 | 6 cilindros em linha | 1971 cc (120.3 cu in) OHV | 3 carburadores Solex | 105 cv (78 kW) às 4750 rpm | 142 Nm (104 lb-ft) às 4500 rpm |                    |                       |
| Bristol 2.0 | 6 cilindros em linha | 1971 cc (120.3 cu in) OHV | 3 carburadores Solex | 121 cv (89 kW)             | 167 Nm (123 lb-ft) às 6000 rpm | 187 km/h (116 mph) | 10,3s                 |
| Ford 2.6    | 6 cilindros em linha | 2553 cc (255.8 cu in) OHV | Carburador Zenith    | 100 cv (74 kW)             | 180 Nm (132 lb-ft) às 5500rpm  |                    |                       |
| Ford 2.6    | 6 cilindros em linha | 2553 cc (255.8 cu in) OHV | 3 carburadores SU    | 170 cv (127 KW)            | 209 Nm (154 lb-ft) às 5500rpm  | 209 km/h (130 mph) | 8,1s                  |

## Produção
| Versão        | Unidades |
| ------------- | -------- |
| 2.0 L AC      | 151      |
| 2.0 L Bristol | 159      |
| 2.6 L Ford    | 8        |